# Кушакевич, Алексей Ефимович
Алексей Ефимович Кушакевич (1865—1932, Париж) — военачальник русской императорской, украинской гетманской армии и ВСЮР, генерал-лейтенант. Брат учёного-зоолога Сергея Ефимовича Кушакевича (1878—1920).

## Биография
В 1882 году окончил Владимирскую Киевскую военную гимназию. 24 августа 1882 года вступил в службу.
- 1884 — окончил 1-е Павловское военное училище, выпущен подпоручиком Гвардии в лейб-гвардии Волынский полк.
- 14 августа 1888 — Поручик.
- 6 декабря 1895 — Штабс-капитан.
- 18 апреля 1899 — Капитан.
- 6 декабря 1904 — Полковник.
- 21 июня 1909 — командир 58-го пехотного Прагского полка, во главе которого вступил в Первую мировую войну.

16 (29) августа 1914 года после полудня к Гнилой Липе стали походить корпуса 8 армии генерала Брусилова, примыкая к левому флангу 3-й армии генерала Рузского. Левофланговая 15-я пехотная дивизия VIII корпуса шла на Бурштын двумя колоннами побригадно. 2-я бригада, шедшая в правой колонне, выбила австро-венгров с занимаемых позиций у Бурштына. 1-я бригада, шедшая в левой колонне, была атакована у Жалиборы. Авангард Прагского полка 1-й бригады занял возвышенность северо-западнее Жалибор и «блестящим ведением огня и контратаками отбивал до темноты атаки превосходящих сил противника». Ночью полковник Кушакевич развернул Прагский полк и с криком «ура» атаковал: австрийские войска бежали, «наткнулись на Модлинский полк» и были разгромлены. В ночном бою с 16/29 на 17/30 августа левый фланг VIII корпуса был поддержан 3-й стрелковой бригадой, присланной из 24 корпуса.
- 28 сентября 1914 — Генерал-майор.
- 31 января 1915 — командир лейб-гвардии Волынского полка. Участник Люблин-Холмского сражения в июле 1915 г.[2]
- 7 апреля 1917 — командир 1-й Туркестанской стрелковой дивизии.
- 4 июня 1917 — Генерал-лейтенант (за отличие), командир I Туркестанского армейского корпуса.

После Октябрьской революции части корпуса оказались на территории Украины, и несколько дней в декабре Кушакевич командовал всей Особой армией. При гетмане П. П. Скоропадском был назначен помощником начальника Главного штаба, затем возглавил Киевский гарнизон. После падения гетманщины примкнул к Белому движению.
- 5 июля 1919 — в резерве чинов Киевской, затем Новороссийской области.
- 1919 — эвакуировался из Одессы в Крым.

После поражения белых армий эмигрировал во Францию. Участник деятельности РОВС, председатель Объединения лейб-гвардии Волынского полка.

## Награды
- Орден Святого Станислава 2-й степени (1907)
- Орден Святой Анны 2-й степени (1910)
- Орден Святого Владимира 4-й степени (1913)
- Георгиевское оружие (ВП 11.10.1914)
- Орден Св. Владимира 3-й степени с мечами (ВП 05.04.1915)
- Орден Святого Георгия 4-й степени (ВП 09.09.1915)